# Epimartyria pardella
Epimartyria pardella là một loài bướm đêm thuộc họ Micropterigidae. Nó được Walsingham, Lord Thomas de Grey, miêu tả năm 1880. Nó được tìm thấy ở miền tây North America, bao gồm Oregon và California.
Sải cánh dài 10–11 mm. Cánh sau màu nâu kim loại với các đốm vàng. Con trưởng thành bay từ đầu tháng 5 đến giữa tháng 7 và are day active.
Ấu trùng ăn liverworts và cần hai năm để phát triển hoàn chỉnh.